# Cucullia anifurea
Cucullia anifurea là một loài bướm đêm trong họ Noctuidae.